# Moisès Broggi i Vallès
Moisès Broggi i Vallès (Barcelona, 18 de maig de 1908 – 31 de desembre de 2012) fou un metge i pacifista català.

## Biografia
Va néixer el 18 de maig de 1908 a la ciutat de Barcelona, en un pis d'una casa recentment edificada a la part alta de l'Eixample, concretament a l'actual carrer París, entre Balmes i Universitat (avui en dia, Enric Granados). L'any 1912, quan tenia quatre anys, tota la família es va traslladar a viure en una torre del barri barceloní de Sant Gervasi, al capdamunt del carrer Saragossa. Arran del canvi de residència, el canviaren d'escola i l'apuntaren a La Salle, dels Germans de la Doctrina Cristiana, prop de la plaça de Lesseps. Antoni Broggi, el seu pare, i Elisa Vallès, la seva mare, eren simpatitzants de la Lliga Regionalista, motiu pel qual passaven moltes tardes a la seu que tenia el partit al passatge de Mulet per a veure-hi representacions de teatre en català. En canvi, el seu germà Santiago era ferm activista d'Estat Català, tot i que no va participar en els fets de Prats de Molló.
El 1941 Moisès Broggi es va casar amb Angelina, amb qui va tenir set fills.

### Carrera mèdica

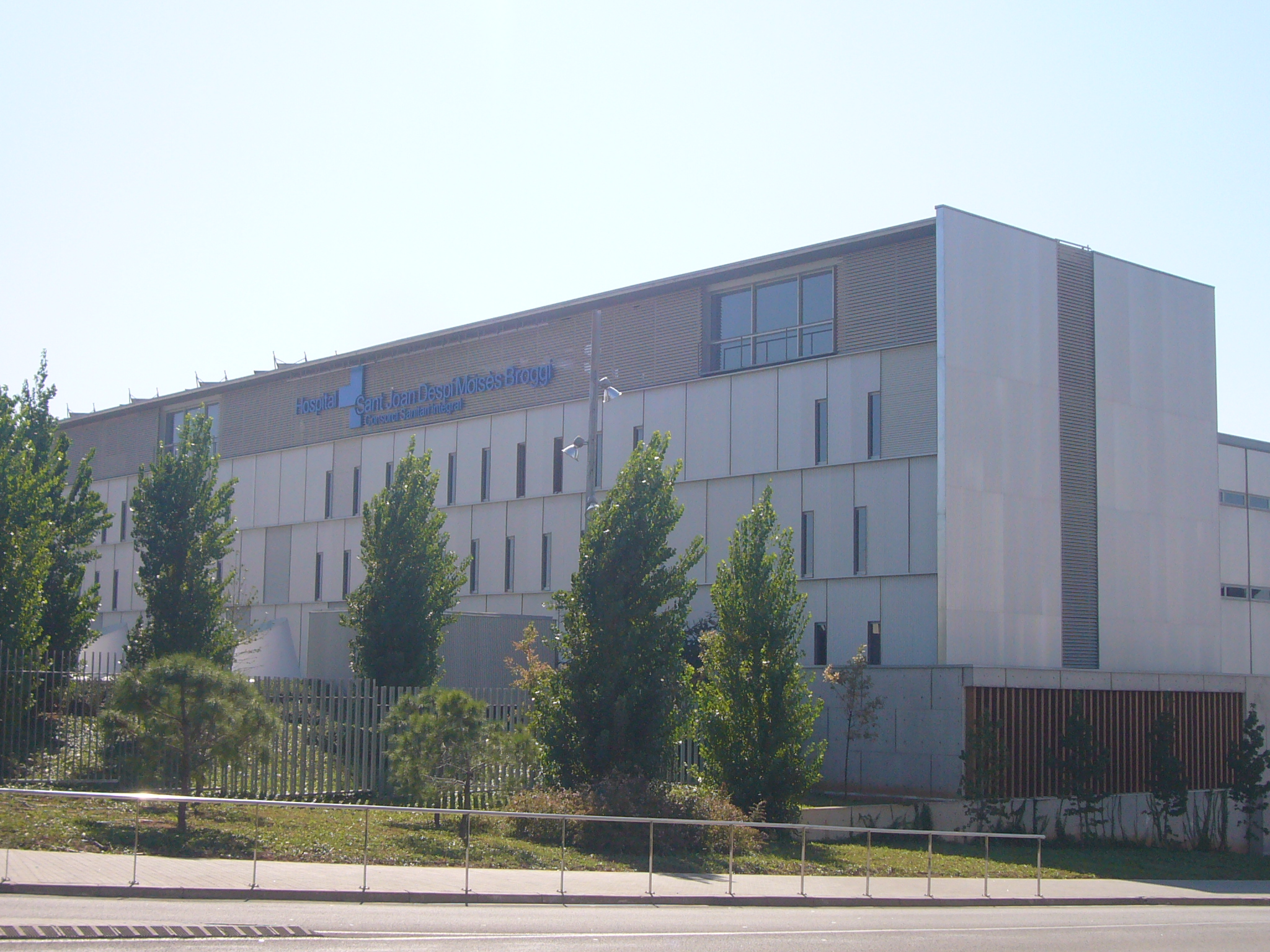
Hospital Moisès Broggi, inaugurat l'any 2010 a Sant Joan Despí

Va estudiar Medicina a la Universitat de Barcelona, on es llicencià el 1931 sota la direcció d'August Pi i Sunyer i Joaquim Trias i Pujol, i on s'especialitzà en cirurgia, juntament amb Joaquim Trias i Pujol.
Durant la Guerra Civil espanyola va participar en el bàndol republicà, implicant-se en l'equip mèdic de les Brigades Internacionals. Durant aquest període va implantar un dels tres avenços mèdics ideats durant la guerra, les sales d'operacions mòbils. En finalitzar la guerra va ocupar una plaça a l'Hospital de Vallcarca de Barcelona, per esdevenir posteriorment cirurgià de l'Hospital Clínic de Barcelona. Treballant a l'Hospital Clínic, hi fundà el servei d'urgències, que representà el primer servei d'urgències de vint-i-quatre hores de tot l'Estat espanyol. Fou destituït, però, de tots els seus càrrecs oficials sent sotmès a un procés de depuració pel règim franquista. Va ser sotmès a un Tribunal Sumaríssim, que el va inhabilitar per al servei públic.
Moisès Broggi i Vallès continuà, però, amb la seva tasca professional, primer a Terrassa i posteriorment en diversos centres de Barcelona, destacant per la seva tasca assistencial. Fou actiu fins a la dècada de 1980. Al llarg de la seva carrera fou nomenat President de la Comissió de Deontologia del Col·legi de Metges i fou membre fundador de l'Associació Internacional de Metges per a la Prevenció de la Guerra Nuclear (IPPNW), entitat guardonada amb el Premi Nobel de la Pau l'any 1985. També treballà en l'estudi de l'anatomia quirúrgica i fou un dels impulsors de la bioètica a Catalunya.
L'any 1966 va esdevenir membre de la Reial Acadèmia de Medicina de Barcelona, de la qual fou nomenat president el 1980. També tingué el títol de president d'honor de l'Institut Borja de Bioètica i de l'Institut Mèdic Farmacèutic.

### Activitat política
L'octubre del 2009 es va adherir a Reagrupament, formació que pretenia declarar unilateralment la independència. A les eleccions municipals del 2011, tancà la llista electoral de la coalició Unitat per Barcelona. Per a aquestes eleccions al Parlament de Catalunya de 2010 fou un dels firmants del manifest de la Conferència Nacional del Sobiranisme.
De la mà de l'associació Ara o Mai, entitat de la qual va ser soci des dels seus inicis, i que proposava la formació d'una candidatura independentista unitària a les mencionades eleccions al Parlament de Catalunya del 2010, va donar suport a la Conferència Nacional per l'Estat Propi que es va celebrar al Palau Sant Jordi el 30 d'abril de 2011. La seva última gran intervenció pública es va produir a la manifestació independentista del 9 de juliol del 2011, impulsada per Ara o Mai, i en la qual va parlar al costat d'Heribert Barrera i Oriol Domènec, davant de desenes de milers de persones, i on va afirmar que: «la llavor de la independència ja està sembrada».
En les eleccions generals espanyoles de 2011 Moisès Broggi encapçalà la llista de la coalició d'ERC amb Reagrupament i la plataforma d'independents Catalunya Sí per al Senat a la circumscripció de Barcelona. En cas d'haver estat escollit no hauria pres possessió de l'acta de senador, a causa de la seva avançada edat. El 2012 va donar suport a la creació de l'Assemblea Nacional Catalana.

## Obra publicada
Moisès Broggi publicà una sèrie de llibres de memòries i de reflexions:
- Memòries d'un cirurgià (Edicions 62, 2001) (Premi Crítica Serra d'Or de biografies i memòries, 2002)
- Anys de plenitud: memòries d'un cirurgià (segona part) (Edicions 62, 2005)
- Reflexions d'un vell centenari (Edicions 62, 2011)
- Sobre el camí de la vida: converses amb el meu net Carles Brasó (Ediciones B, 2011)
- La necessitat de ser útil. Converses sobre el sentit de la vida, amb Teresa Pous i Mas (Edicions 62, 2012)

## Premis i reconeixements
L'any 1981 fou guardonat amb la Creu de Sant Jordi concedida per la Generalitat de Catalunya, i així mateix també ha estat guardonat amb la Medalla d'Or de Barcelona. El juliol de 2008 també fou guardonat amb el Premi Nacional a la Trajectòria Professional i Artística concedit per la Generalitat de Catalunya en reconeixement de «la seva dilatada i prestigiosa carrera com a cirurgià i el seu compromís ètic i social». També l'any 2008 va ser guardonat amb la Medalla d'Or de la Generalitat de Catalunya.
El 2009 l'Institut d'Estudis Mèdics (IEM) el nomena, a la Sala de Cròniques de l'Ajuntament de Barcelona, padrí del Màster en Assistència Integral en Urgències i Emergències, per a medicina i infermeria, de la Universitat Autònoma de Barcelona (UAB).
L'any 2010 s'anomenà el nou hospital de Sant Joan Despí en honor seu. El 28 de novembre de 2010, amb 102 anys, va protagonitzar la portada del primer exemplar del nou diari Ara juntament amb la primera catalana nascuda el 2010. El desembre del mateix any se li va atorgar el premi de la gent gran, concedit pels Amics de la gent gran.